# Tinsel Korey
Tinsel Korey (Toronto, 25 de março de 1980) é uma atriz e musicista canadense, mais conhecida por atuar como Emily Young nos filmes da saga Crepúsculo.

## Filmografia

### Cinema
| Ano  | Filme                       | Personagem     | Notas         |
| ---- | --------------------------- | -------------- | ------------- |
| 2005 | It Waits                    | Lark Rainwater | Direto em DVD |
| 2006 | Divided by Zero             | Ashley         |               |
| 2006 | Unnatural & Accidental      | Blue Girl      |               |
| 2007 | The Lookout                 | Maura          |               |
| 2008 | Mothers & Daughters         | Cynthia        |               |
| 2009 | The Twilight Saga: New Moon | Emily Young    |               |
| 2009 | Fathers & Sons              |                |               |
| 2010 | The Twilight Saga: Eclipse  | Emily Young    |               |
| 2010 | Manitouwabi                 |                |               |
| 2010 | Stained                     | Isabelle       |               |

### Televisão
| Ano  | Filme                     | Personagem       | Notas                          |
| ---- | ------------------------- | ---------------- | ------------------------------ |
| 2004 | Tru Calling               | Jen (Bridesmaid) | Episódio: Murder in the Morgue |
| 2004 | Da Vinci's Inquest        | Sheila           | Episódio: A Man When He's Down |
| 2005 | Into the West             | Blue Bird        | Minissérie                     |
| 2006 | Godiva's                  | Chantal          | 3 episódios                    |
| 2007 | Hybrid                    | Lydia            | Filme para televisão           |
| 2007 | Luna: Spirit of the Whale | Annie            | Filme para televisão           |
| 2007 | I Know What I Saw         | Alicia           | Filme para televisão           |
| 2007 | Intelligence              | Felicia          | 2 episódios                    |
| 2007 | Tin Man                   | Airofday         | Minissérie                     |
| 2008 | The Quality of Life       | Anna Navarez     | Filme para televisão           |
| 2008 | The Guard                 | Martine          | 4 episódios (2007-2008)        |
| 2008 | Rabbit Fall               | Zoe              | 7 episódios                    |
| 2009 | Wyvern                    | Hampton          | Filme para televisão           |